# Зелёный Шершень (киносериал)
Зелёный Шершень (англ. The Green Hornet) — киносериал 1940 года производства студии Universal, основанный на одноимённой радиопередаче Джорджа Трендла и Фрэна Страйкера. Первая экранизация Зелёного Шершня.

## Сюжет
Издатель газеты «The Sentinel» Бритт Рид (он же Зелёный Шершень) и его напарник-изобретатель, камердинер корейского происхождения Като, становятся тайными борцами с преступностью. Они расследуют дела об убийствах и ограблениях (казалось бы, не связанные между собой) и разоблачают несколько преступных группировок. Все 13 серий им будет противостоять «Шеф», контролирующий преступный синдикат из 12 человек, и его приспешники.

## В ролях
| Актёр          | Роль                  |
| -------------- | --------------------- |
| Гордон Джонс   | Зелёный Шершень       |
| Эл Годж        | Зелёный Шершень голос |
| Уэйд Ботельер  | Майкл Аксфорд         |
| Энн Нагель     | Ленора "Кейси" Кэс    |
| Кей Люк        | Като                  |
| Филлип Трент   | Джаспер Дженкс        |
| Сай Кендалл    | Кертис Монро          |
| Стэнли Эндрюс  | Комиссар полиции      |
| Селмер Джексон | Федеральный прокурор  |
| Джозеф Крехан  | Судья Стэнтон         |

## Альтернативные версии
В 1990 году GoodTimes Home Video выпустила на кассете VHS полнометражную версию фильма под тем же названием, смонтированную из материала последних шести глав.
В 2011 году VCI Entertainment выпустила собственную версию фильма. Он включает в себя начало, конец и другие главы сериала. DVD версия была выпущена 11 января 2011 года.

## Влияние
Телесериал Бэтмен 1960-х годов был снят из-за популярности сериала «Batman» 1943 года от Columbia Pictures.  Оба эти фильма стали настолько успешными, что вслед за ними сняли и телесериал «Зелёный шершень», задуманный как криминальный боевик «в традициях прежних представлений», а не камбэк сериала о Бэтмене. Его отменили после первого сезона.

## Эпизоды
Источник:
1. The Tunnel of Terror
2. The Thundering Terror
3. Flying Coffins
4. Pillar of Flame
5. The Time Bomb
6. Highways of Peril
7. Bridge of Disaster
8. Dead or alive
9. The Hornet Trapped
10. Bullets and Ballots
11. Disaster Rides the Rails
12. Panic in the Zoo
13. Doom of the Underworld